# Antoine Bernard
Pour les articles homonymes, voir Antoine Bernard (homonymie) et Bernard.
Antoine Bernard (14 avril 1890, Maria – 14 décembre 1967, Montréal) est un religieux catholique, professeur Docteur ès Lettres et historien québécois. Il s'est spécialisé dans l'histoire de l'Acadie, dont il est l'un des principaux historiens.

## Biographie
Né de Narcisse et Domitilde (Audet) Bernard, il commence sa scolarité à Maria puis poursuit ses études au Juvénat des Clercs de Saint-Viateur d'Outremont. Il effectue des études commerciales à l'Académie Saint-Jean-Baptiste de Montréal, puis son noviciat chez les Clercs de Saint-Viateur de Joliette (1906). Il réalise des études de lettres à l'Université de Montréal (1919-1920), puis des études de littérature et d'histoire à l'Institut catholique de Paris, à l'École du Louvre et au Collège de France. Il obtient finalement un doctorat ès lettres de l'Université de Montréal en 1941.
Parallèlement à ses études, Antoine Bernard enseigne à l'Académie Saint-Jean-Baptiste entre 1907 et 1910 et entre 1915 et 1919. Il est également professeur au Collège Saint-Joseph de Berthierville (1910-1915). Il dirige le Collège Saint-Rémi-de-Napierville en 1919 et l'école Saint-Louis à Montréal en 1925. Il est titulaire de la chaire d'histoire de l'Acadie de l'Université de Montréal de 1926 à 1948. En 1933, il obtient un poste de professeur titulaire dans cet établissement. Il se rend en 1941 à la Louisiana State University (Baton Rouge) en tant que professeur invité. Il devient professeur honoraire puis professeur retraité en 1950.
Membre du Conseil de la vie française en Amérique, correspond régulièrement avec l'historien Henri d'Arles et le poète Albert Lozeau. Après avoir publié abondamment, il meurt en 1967.

## Publications
- La Gaspésie au soleil, 1925
- Coquillages, 1922
- Histoire de la survivance acadienne, 1935
- Le Drame Acadien depuis 1604, 1936
- Histoire de l'Acadie, 1938
- Nos Pionniers de l'Ouest, 1939
- “l’Acadie Vivante” Histoire du peuple acadien de ses origines à nos jours, 1945
- La Vocation de la race française en Amérique du Nord, 1945
- La Renaissance Acadienne en XXe siècle, 1949
- Les Clercs de Saint-Viateur au Canada, 1951
- Histoire de la Louisiane, de ses origines à nos jours, 1953
- Au Cœur du Canada français, 1956
- Les Sœurs de Saint-Paul de Chartres, 1957
- Les Hospitalières de Saint-Joseph et leur œuvre en Acadie, 1958
- L'Épopée canadienne, 1959
- Le Centenaire de la Paroisse de Maria : 1860-1960, 1960
- Carnet de route, 1965

## Revues et journaux
- L'Action nationale
- Le Canada français
- Le Devoir
- Revue d'histoire de l'Amérique française
- Revue d'histoire de la Gaspésie

## Honneurs
- 1926 - Prix David
- 1926 - Prix Thérouanne de l'Académie française, La Gaspésie au soleil
- 1936 - Prix Montyon de l'Académie française, Histoire de la survivance acadienne
- 1955 - Doctorat honorifique de l'Université Saint-Joseph de Memramcook